# Miguel Villoro Toranzo
Miguel Villoro Toranzo (Barcelona, 1920-28 de septiembre de 1990) fue jurista y religioso jesuita de origen español, que se estableció en México, donde publicó numerosas obras de carácter jurídico.

## Biografía
Nació en Barcelona en 1920, cursando sus primeros estudios en la propia Barcelona y Bruselas. Su familia emigró a México y él con ella. Allí cursó la preparatoria en el Instituto de Bachilleratos de Gelati 24. Terminados los estudios de secundaria cursó simultáneamente la carrera de abogado en la Escuela Libre de Derecho y la maestría en filosofía en el Centro Cultural Universitario, en ese tiempo recién fundado y actualmente convertido en la UIA. Fue hermano del filósofo Luis Villoro y tío del escritor Juan Villoro. 
Obtenido el título de abogado entró a la Compañía de Jesús, terminando en ella su formación: noviciado, estudio de letras, filosofía, magisterio y teología, también, ordenándose sacerdote. Obtuvo el doctorado en la Universidad Nacional Autónoma en 1973.
Su actividad profesional la desarrolló en el ámbito de la universitario y jurídico, siendo especialmente activo en la consolidación de la Universidad Iberoamericana, Ciudad de México (UIA) vinculada a la Compañía de Jesús.

## Libros
Es autor de los siguientes libros, así como de numerosos artículos sobre Derecho y filosofía del Derecho:
- Del derecho hebreo al derecho soviético. México: Escuela Libre de Derecho, 1989.
- Teoría general del derecho. México: Editorial Porrúa, 1989.
- Deontología jurídica. México: Universidad Iberoamericana, 1987.
- Introducción al estudio del derecho (7.ª ed.). México: Editorial Porrúa, 1987.
- Metodología del trabajo jurídico. México: Universidad Iberoamericana, 1982.
- La justicia co,no vivencia. México: Editorial Jus, 1979.
- Las relaciones jurídicas. México: Editorial Jus, 1976.
- Derecho público y privado. Editorial Jus, México, 1975.
- Lecciones de filosofía del derecho. México: Editorial Porrúa, 1973.
- Historia y dogmática jurídica corno técnicas de interpretación del artículo tercero constitucional. México: Secretariado Nacional de Educación y Cultura, 1964.
- Apuntes para una metodología del derecho. México: [s.p.e.], 1946. res is Escuela Libre de Derecho. El Racionalismo Jurídico. Facultad de Filosofía del Centro Cultural Universitario; Tesis Mestría 1946, México.